# 東京パック
東京パック（とうきょうパック）は、20世紀前半の日本の諷刺漫画雑誌。数次にわたって刊行された。

## 概要
1905年（明治38年）4月15日、有楽社より創刊号が刊行された（発行は東京パック社）。中心となったのは北澤楽天。楽天は、自身の恩師であるオーストラリア出身の漫画家フランク・A・ナンキベル（Frank Arthur Nankivell）から諷刺漫画雑誌の創刊を勧められており、ナンキベルが編集長をしていたアメリカの漫画雑誌『パック』（Puck）にちなみ、誌名を『東京パック』とした。ただ、その前年に宮武外骨が中心となって創刊された『滑稽新聞』の成功が引き金になったと清水勲は指摘している。 B4変形判と言う大ぶりな判型、全ページカラー印刷、全項に漫画という画期的なスタイルで、当時のベストセラー雑誌として名を馳せた。また、解説文を英語訳や中国語訳も付けたことで、広く英語圏および東アジア地域においても読まれ、また、類似する漫画雑誌の創刊が相次いだことや、この雑誌から下川凹天を始めとした多くの漫画家たちが輩出されたことでも、日本の漫画史に大きな足跡を残す雑誌とされる。
1912年（明治45年）5月、楽天の退社をもって、第1次は終刊、版元は継続のまま同年6月より第2次『東京パック』として刊行を継続する。楽天は楽天社を創設し、『楽天パック』を創刊してみずからの画業は継続したものの、1年3ヶ月で廃刊となり、楽天社も解散となった。第2次は1915年（大正4年）終刊。
1919年（大正8年）8月、第3次『東京パック』創刊、ここより東京パック社単独での発行・発売となる。1923年（大正12年）終刊。
1928年（昭和3年）7月、第4次『東京パック』創刊、柳瀬正夢、岡本唐貴（白土三平の父親）などのプロレタリア美術運動の描き手も登場する。
1941年（昭和16年）3月をもって終刊。ただし、1948年（昭和23年）8月に継続を断つ形で『東京パック』が創刊されたものの、短期間で終刊している。